# Cal Jové (Artesa de Lleida)
Cal Jové és una obra d'Artesa de Lleida (Segrià) protegida com a Bé Cultural d'Interès Local.

## Descripció
Es tracta d'un casal entre mitgeres afrontat al carrer del Portal amb una interessant estructura funcional i diferents cossos integrats amb moltes transformacions a les façanes en un carrer amb forta pendent. La porta principal està adovellada i forma un arc de mig punt, al lateral n'hi ha una altra amb una llinda adovellada. Té nombroses obertures al primer i segon pis i un tercer pis de mides més reduïdes. Al cos situat a la cantonada amb el carrer Mestre Girona té només dos plantes.